# 釧路経営短期大学
釧路経営短期大学（くしろけいえいたんきだいがく）は、北海道釧路市に設置をする計画のあった日本の私立短期大学である。

## 概要
- 学校法人釧路佐藤学園を経営母体として設置される予定の日本の私立短期大学であった[1]。概ね1980年以降に設置される予定となっていたが、実現されなかった[注 1]。ちなみに、同学校法人はかつて準学校法人であり[2]札幌経営経理専門学校を経営していた[3]。

### 学校法人
- 労働委員会年報 24 昭和44年
- 労働争議調整事件集録 第4集(昭和41年1月～昭和45年12月)